# George Boolos
George Stephen Boolos (Nueva York, 4 de septiembre de 1940-27 de mayo de 1996) fue un filósofo y estudioso de lógica matemática que enseñó en el Massachusetts Institute of Technology.

## Vida
Boolos se graduó en la Universidad de Princeton en 1961 con un BA en matemáticas. En 1963 obtuvo el B.Philosophy de la Universidad de Oxford. En 1966, obtuvo el primer Ph.D. en Filosofía que otorgaba el Massachusetts Institute of Technology, bajo la dirección de Hilary Putnam. Luego de tres años de docencia en la Universidad de Columbia, regresó al MIT en 1969, donde permaneció por el resto de su carrera hasta su muerte de cáncer.
Un presentador carismático, famoso por su claridad e inteligencia, una vez dio una clase (1994a) sobre el segundo teorema de incompletitud de Gödel , empleando sólo palabras de una sílaba. Al final de su exposición, Hilary Putnam le preguntó, "Sr. Boolos, podría explicarnos que es lo que tiene que ver la jerarquía analítica con el mundo real?" Sin dudarlo Boolos respondió: It's part of it ("Es parte de él").
Boolos era un experto en todo tipo de acertijos, en 1993 Boolos llegó a la Final regional de Londres de la competencia de palabras cruzadas del Times. Su puntaje se ubicó entre los más altos conseguidos alguna vez por un jugador estadounidense. Escribió un artículo sobre "el acertijo lógico más difícil", uno de los muchos acertijos creados por Raymond Smullyan.

## Trabajo
Junto con Richard Jeffrey, Boolos escribieron un texto clásico universitario sobre lógica matemática, llamado Computability and Logic.
Si bien Kurt Gödel escribió el primer artículo sobre lógica demostrativa, que aplica la lógica modal — la lógica de la necesidad y posibilidad — a la teoría de la demostración matemática, pero Gödel nunca desarrollo el tema de una manera significativa. Boolos fue uno de los primeros pioneros, y escribió el primer análisis sobre el mismo en un libro llamado, La in-demostrabilidad de la consistencia, publicado en 1979. Algunos años más tarde publicó otra obra al encontrar la solución de un problema insoluble en, La lógica de la demostrabilidad, publicado en 1993.
Boolos era una autoridad en el matemático y filósofo alemán del siglo XIX Gottlob Frege. Boolos demostró una conjetura postulada por Crispin Wright (que fuera también probada por otros en forma independiente), que el sistema de Grundgesetze de Frege, por mucho tiempo considerado viciado por la paradoja de Russell, podía ser librado de su inconsistencia si se reemplazaba uno de sus axiomas, la famosa Ley básica V por el principio de Hume. Desde entonces el sistema resultante ha sido objeto de intensos trabajos.
Boolos sostenía que si uno lee las variables de segundo orden en lógica de segundo orden monádica en forma plural, entonces la lógica de segundo orden puede ser interpretada como que no posee vínculos ontológicos con otras entidades que no sean aquellas pertenecientes al rango de las variables de primer orden. El resultado es la cuantificación plural. David Lewis empleó cuantificación plural en su Parts of Classes para obtener un sistema en el cual la teoría de conjuntos Zermelo-Fraenkel y los axiomas de Peano eran todos teoremas. Mientras que por lo general se identifica a Boolos como el creador de la cuantificación plural, Peter Simons (1982) sostiene que la idea seminal se encuentra en trabajos de Stanislaw Lesniewski.
Poco antes de fallecer, Boolos eligió 30 de sus trabajos para ser publicados en un libro. Este libro póstumo titulado Lógica, Lógica, y Lógica es tal vez su obra más reconocida. El libro es una reimpresión de gran parte del trabajo de Boolos sobre la rehabilitación de Frege, como también incluye trabajos sobre teoría de conjuntos, lógica de segundo orden y no encuadrable por una lógica de primer orden, cuantificación plural, teoría de la demostración, y tres trabajos profundos sobre el teorema de la incompletitud de Gödel. También hay trabajos sobre Dedekind, Cantor, y Russell.

## Libros
- 2002 (1974) (with Richard Jeffrey). Computability and Logic. Cambridge: Cambridge University Press.
- 1979. The Unprovability of Consistency: An Essay in Modal Logic. Cambridge University Press.
- 1990 (editor). Meaning and Method: Essays in Honor of Hilary Putnam. Cambridge University Press.
- 1993. The Logic of Provability. Cambridge University Press. A revision of Boolos (1979).
- 1998 (Richard Jeffrey and John P. Burgess, eds.). Logic, Logic, and Logic. Harvard University Press.

## Artículos de George Boolos
LLL = reimpreso en Logic, Logic, and Logic.
FPM = reimpreso en Demopoulos, W., ed., 1995. Frege's Philosophy of Mathematics. Harvard Univ. Press.
1968 (with Hilary Putnam), "Degrees of unsolvability of constructible sets of integers," Journal of Symbolic Logic 33: 497-513.
1969, "Effectiveness and natural languages" in Sidney Hook, ed., Language and Philosophy. New York University Press.
1970, "On the semantics of the constructible levels," ' 16: 139-148.
1970a, "A proof of the Löwenheim-Skolem theorem," Notre Dame Journal of Formal Logic 11: 76-78.
1971, "The iterative conception of set," Journal of Philosophy 68: 215-231. Reprinted in Paul Benacerraf and Hilary Putnam, eds.,1984. Philosophy of Mathematics: Selected Readings, 2nd ed. Cambridge Univ. Press: 486-502. LLL
1973, "A note on Evert Willem Beth's theorem," Bulletin de l'Academie Polonaise des Sciences 2: 1-2.
1974, "Arithmetical functions and minimization," Zeitschrift für mathematische Logik und Grundlagen der Mathematik 20: 353-354. 
1974a, "Reply to Charles Parsons' 'Sets and classes'." First published in LLL. 
1975, "Friedman's 35th problem has an affirmative solution," Notices of the American Mathematical Society 22: A-646. 
1975a, "On Kalmar's consistency proof and a generalization of the notion of omega-consistency," Archiv für Mathematische Logik und Grundlagenforschung 17: 3-7. 
1975a, "On second-order logic," Journal of Philosophy 72: 509-527. LLL. 
1976, "On deciding the truth of certain statements involving the notion of consistency," Journal of Symbolic Logic 41: 779-781. 
1977, "On deciding the provability of certain fixed point statements," Journal of Symbolic Logic 42: 191-193. 
1979, "Reflection principles and iterated consistency assertions," Journal of Symbolic Logic 44: 33-35. 
1980, "Omega-consistency and the diamond," Studia Logica 39: 237-243. 
1980a, "On systems of modal logic with provability interpretations," Theoria 46: 7-18. 
1980b, "Provability in arithmetic and a schema of Grzegorczyk," Fundamenta Mathematicae 106: 41-45. 
1980c, "Provability, truth, and modal logic," Journal of Philosophical Logic 9: 1-7. 
1980d, Review of Raymond M. Smullyan, What is the Name of This Book? The Philosophical Review 89: 467-470. 
1981, "For every A there is a B," Linguistic Inquiry 12: 465-466. 
1981a, Review of Robert M. Solovay, Provability Interpretations of Modal Logic," Journal of Symbolic Logic 46: 661-662. 
1982, "Extremely undecidable sentences," Journal of Symbolic Logic 47: 191-196. 
1982a, "On the nonexistence of certain normal forms in the logic of provability," Journal of Symbolic Logic 47: 638-640. 
1984, "Don't eliminate cut," Journal of Philosophical Logic 13: 373-378. LLL. 
1984a, "The logic of provability," American Mathematical Monthly 91: 470-480. 
1984b, "Nonfirstorderizability again," Linguistic Inquiry 15: 343. 
1984c, "On 'Syllogistic inference'," Cognition 17: 181-182. 
1984d, "To be is to be the value of a variable (or some values of some variables)," Journal of Philosophy 81: 430-450. LLL. 
1984e, "Trees and finite satisfiability: Proof of a conjecture of John Burgess," Notre Dame Journal of Formal Logic 25: 193-197.
1984f, "The justification of mathematical induction," PSA 2: 469-475. LLL. 
1985, "1-consistency and the diamond," Notre Dame Journal of Formal Logic 26: 341-347. 
1985a, "Nominalist Platonism," The Philosophical Review 94: 327-344. LLL. 
1985b, "Reading the Begriffsschrift," Mind 94: 331-344. LLL; FPM: 163-81.
1985c (with Giovanni Sambin), "An incomplete system of modal logic," Journal of Philosophical Logic 14: 351-358.
1986, Review of Yuri Manin, A Course in Mathematical Logic, Journal of Symbolic Logic 51: 829-830. 
1986-87, "Saving Frege from contradiction," Proceedings of the Aristotelian Society 87: 137-151. LLL; FPM 438-52.
1987, "The consistency of Frege's Foundations of Arithmetic" in J. J. Thomson, ed., 1987. On Being and Saying: Essays for Richard Cartwright. MIT Press: 3-20. LLL; FPM: 211-233. 
1987a, "A curious inference," Journal of Philosophical Logic 16: 1-12. LLL. 
1987b, "On notions of provability in provability logic," Abstracts of the 8th International Congress of Logic, Methodology and Philosophy of Science 5: 236-238. 
1987c (with Vann McGee), "The degree of the set of sentences of predicate provability logic that are true under every interpretation," Journal of Symbolic Logic 52: 165-171. 
1988, "Alphabetical order," Notre Dame Journal of Formal Logic 29: 214-215. 
1988a, Review of Craig Smorynski, Self-Reference and Modal Logic, Journal of Symbolic Logic 53: 306-309. 
1989, "Iteration again," Philosophical Topics 17: 5-21. LLL. 
1989a, "A new proof of the Gödel incompleteness theorem," Notices of the American Mathematical Society 36: 388-390. LLL. An afterword appeared under the title "A letter from George Boolos," ibid., p. 676. LLL. 
1990, "On 'seeing' the truth of the Gödel sentence," Behavioral and Brain Sciences 13: 655-656. LLL. 
1990a, Review of Jon Barwise and John Etchemendy, Turing's World and Tarski's World, Journal of Symbolic Logic 55: 370-371. 
1990b, Review of V. A. Uspensky, Gödel's Incompleteness Theorem, Journal of Symbolic Logic 55: 889-891. 
1990c, "The standard of equality of numbers" in Boolos, G., ed., Meaning and Method: Essays in Honor of Hilary Putnam. Cambridge Univ. Press: 261-278. LLL; FPM: 234-254. 
1991, "Zooming down the slippery slope," Nous 25: 695-706. LLL. 
1991a (with Giovanni Sambin), "Provability: The emergence of a mathematical modality," Studia Logica 50: 1-23. 
1993, "The analytical completeness of Dzhaparidze's polymodal logics," Annals of Pure and Applied Logic 61: 95-111.
1993a, "Whence the contradiction?" Aristotelian Society Supplementary Volume 67: 213-233. LLL. 
1994, "1879?" in P. Clark and B. Hale, eds. Reading Putnam. Oxford: Blackwell: 31-48. LLL. 
1994a, "The advantages of honest toil over theft," in A. George, ed., Mathematics and Mind. Oxford University Press: 27-44. LLL. 
1994a, "Gödel's second incompleteness theorem explained in words of one syllable," Mind 103: 1-3. LLL. 
1995, "Frege's theorem and the Peano postulates," Bulletin of Symbolic Logic 1: 317-326. LLL.
1995a, "Introductory note to *1951" in Solomon Feferman et al., eds., Kurt Gödel, Collected Works, vol. 3. Oxford University Press: 290-304. LLL. *1951 is Gödel’s 1951 Gibbs lecture, "Some basic theorems on the foundations of mathematics and their implications." 
1995b, "Quotational ambiguity" in Leonardi, P., and Santambrogio, M., eds. On Quine. Cambridge University Press: 283-296. LLL
1996, "The hardest logical puzzle ever," Harvard Review of Philosophy 6: 62-65. LLL. Italian translation by Massimo Piattelli-Palmarini, "L'indovinello piu difficile del mondo," La Repubblica (16 de abril de 1992): 36-37. 
1996a, "On the proof of Frege's theorem" in A. Morton and S. P. Stich, eds., Paul Benacerraf and his Critics. Cambridge MA: Blackwell. LLL. 
1997, "Constructing Cantorian counterexamples," Journal of Philosophical Logic 26: 237-239. LLL. 
1997a, "Is Hume's principle analytic?" In Richard G. Heck, Jr., ed., Language, Thought, and Logic: Essays in Honour of Michael Dummett. Oxford Univ. Press: 245-61. LLL. 
1997b (with Richard Heck), "Die Grundlagen der Arithmetik, §§82-83" in Matthias Schirn, ed., Philosophy of Mathematics Today. Oxford Univ. Press. LLL. 
1998, "Gottlob Frege and the Foundations of Arithmetic." First published in LLL. French translation in Mathieu Marion and Alain Voizard eds., 1998. Frege. Logique et philosophie. Montréal and Paris: L'Harmattan: 17-32.
2000, "Must we believe in set theory?" in Gila Sher and Richard Tieszen, eds., Between Logic and Intuition: Essays in Honour of Charles Parsons. Cambridge University Press. LLL.